# Vernon R. Laning
 (avril 2025).
 Vernon R. Laning (né le 31 decembre 1948) est un politicien américain, représentant républicain du 8e district de la Chambre des représentants du Dakota du Nord depuis 2013,.
En 2017, en défense des « Blue Laws » du Dakota du Nord, Laning a dit que son portefeuille prend un "demi-jour congé" des habitudes de dépense de son épouse grâce aux restrictions sur la dépense des fonds le dimanche.